# Thermen van Licinius Sura
De Thermen van Licinius Sura (Latijn:Thermae Surae) was een thermencomplex in het oude Rome.
De thermen werden aan het begin van de 2e eeuw gebouwd door Lucius Licinius Sura, een belangrijke vertrouweling van keizer Trajanus en driemaal consul van Rome. De thermen stonden bij zijn huis op de Aventijn. Het grondplan en de locatie van de thermen is bekend, doordat het complex gedeeltelijk staat afgebeeld op een bewaard gebleven fragment van de Forma Urbis Romae. De thermen bestonden uit een rechthoekig terrein, waarop zuilengangen en de badgebouwen stonden. Het complex stond ten noorden van de huidige kerk Santa Prisca, waar in het verleden ook restanten van de gebouwen zijn teruggevonden. Uit inscripties blijkt dat de thermen tijdens de korte regering van keizer Gordianus III en in het jaar 414 zijn gerestaureerd. Deze laatste restauratie was nodig, omdat het complex tijdens de Gotische inval van Alarik I in 410 was beschadigd.
Tijdens de middeleeuwen raakten de Thermen van Licinius Sura buiten gebruik en werd het complex afgebroken. Er zijn tegenwoordig geen bovengrondse restanten van het complex meer zichtbaar.

## Bron
- L. Richardson, jr, A New Topographical Dictionary of Ancient Rome, Baltimore - London 1992. pp.395-396. ISBN 0801843006